# Kaisers Geburtstag (Deutsches Kaiserreich)

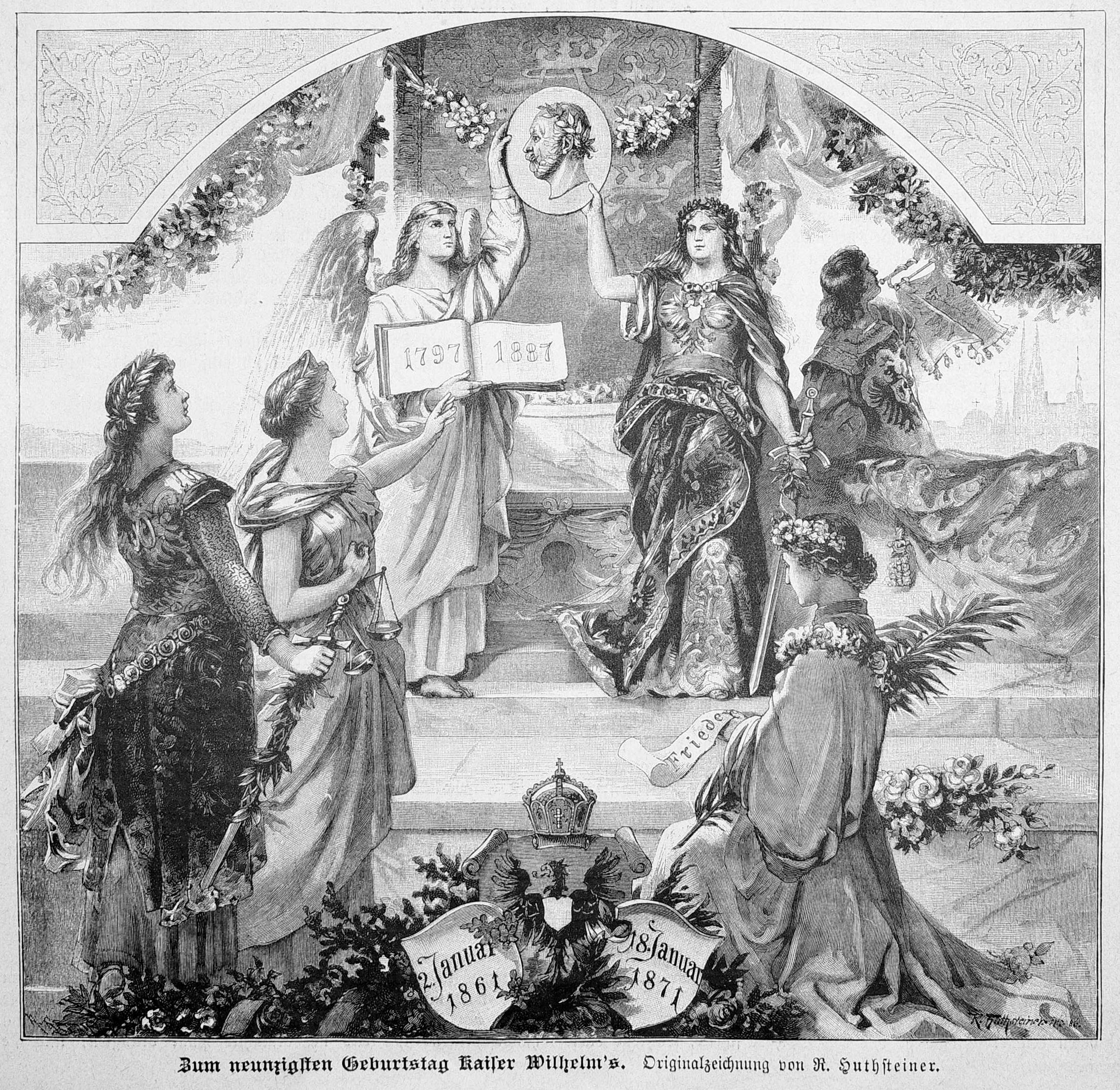
Kaisers 90. Geburtstag (Zeichnung von Rudolf Huthsteiner in der Zeitschrift Die Gartenlaube, 1887)

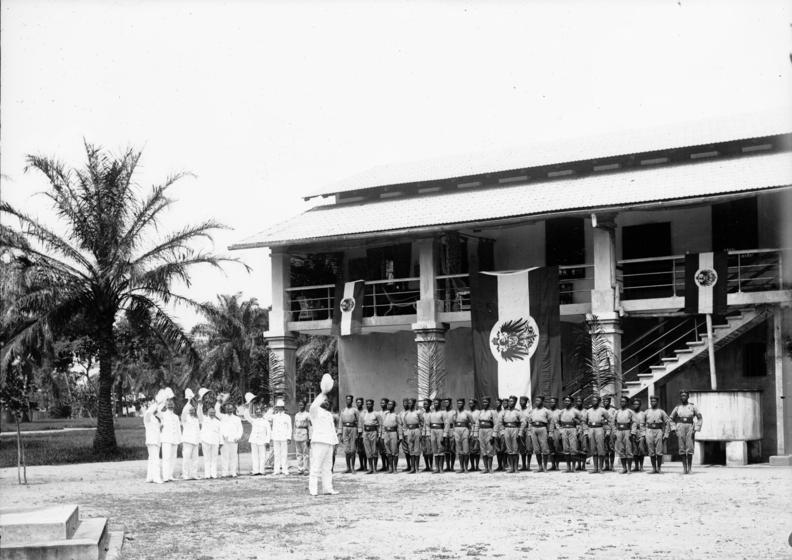
Kaisers Geburtstag 1901 in der deutschen Kolonie Kamerun

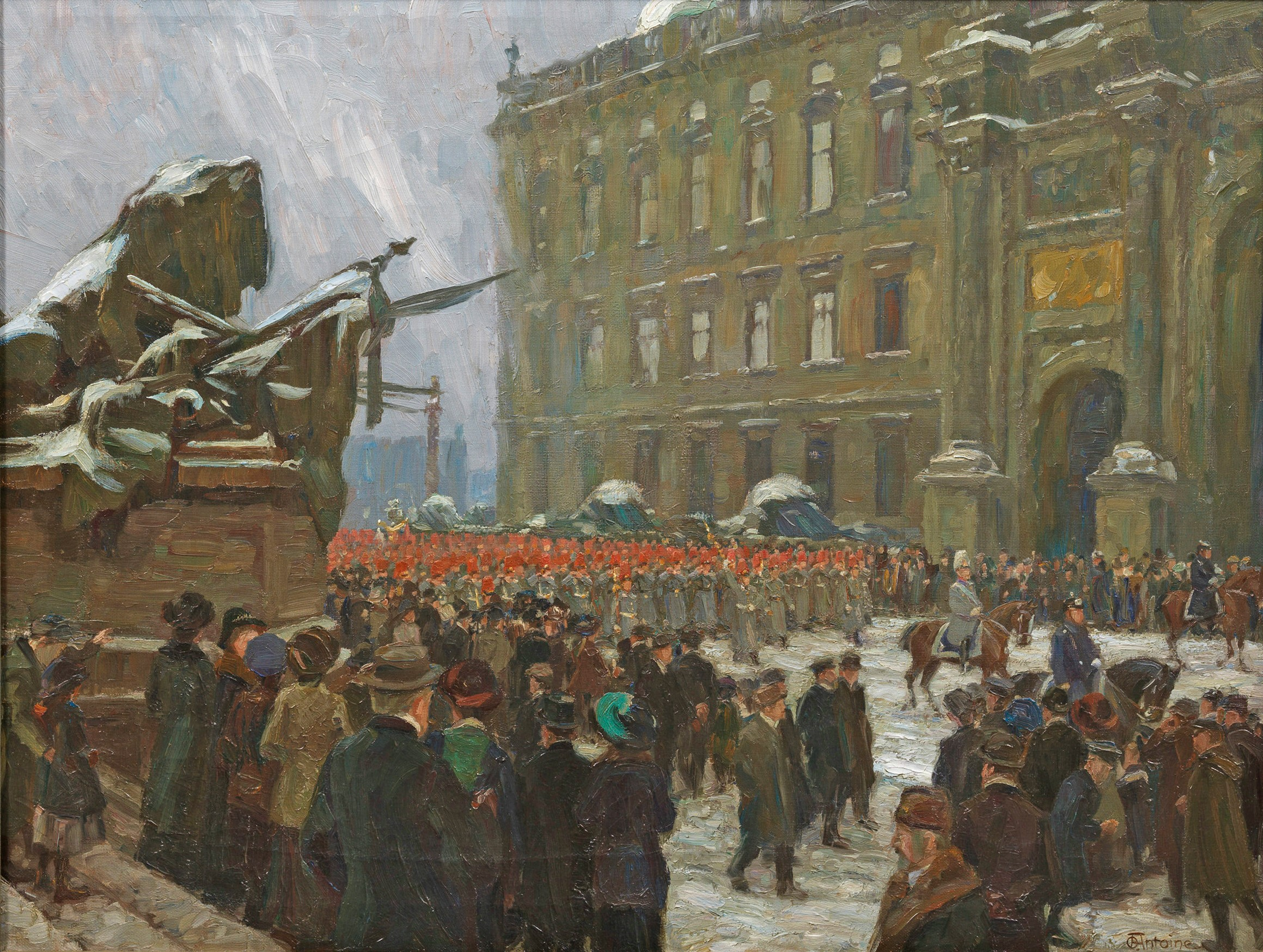
Otto Antoine: Geburtsparade für Kaiser Wilhelm II. vor dem Berliner Stadtschloss, ca. 1912

Kaisers Geburtstag war im Deutschen Kaiserreich der auf verschiedene Weise feierlich begangene Geburtstag des amtierenden Kaisers. Er war weder arbeitsfrei noch ein gesetzlich festgelegter Feiertag.

## Hintergrund
Feste und Feiertage anlässlich des Herrschergeburtstags stehen in einer bis in die Antike zurückgehenden Tradition, die in Monarchien wie Großbritannien, den Niederlanden und Luxemburg, aber auch in den USA hinsichtlich des Präsidenten bis in die Gegenwart gepflegt wird.

## Geschichte
Unter Wilhelm I. wurde er zuletzt am 22. März 1887 gefeiert. Der Geburtstag des Nachfolgers Kaiser Friedrichs III. fiel nicht in die 99 Tage seiner Regierungszeit. Unter dem dritten Kaiser, Wilhelm II., beging man Kaisers Geburtstag von 1889 bis 1918 am 27. Januar.
Er wurde dort, wo der Kaiser und König Dienstherr war, mit Militärparaden, Illuminationen, Festansprachen, Festtagsessen usw. aber auch privat und deutschlandweit mit unterschiedlicher Intensität gefeiert. In der Schule wurden für diesen Anlass Lieder und Gedichte auswendig gelernt wie Kaisers Geburtstag von Ernst Lausch, Hurra! Heut ist ein froher Tag, des Kaisers Wiegenfest! oder Der Kaiser ist ein lieber Mann.
Die einzelnen Bundesstaaten feierten davon unbenommen die Geburtstage ihrer jeweils regierenden Fürsten. Darüber hinaus fanden überall am Sedantag, dem 2. September, Feiern mit nationalem Anspruch statt.